# 弗雷讷欧蒙
弗雷讷欧蒙（法語：Fresnes-au-Mont，法語發音：[fʁɛn o mɔ̃]）是法国默兹省的一个市镇，属于科梅尔西区。

## 地理
弗雷讷欧蒙（48°53'49"N, 5°26'29"E）面积15.89 平方千米，位于法国大東部大區默兹省，该省份为法国西北部内陆省份，北与比利时接壤，西接马恩省和阿登省，南至上马恩省和孚日省，东临默尔特-摩泽尔省。
与弗雷讷欧蒙接壤的市镇（或旧市镇、城区）包括：绍翁库尔、栋瑟夫兰、大克尔、拉艾梅、艾尔河畔尼塞、莱帕罗什、艾尔河畔皮埃尔菲特、吕德旺圣米耶勒。

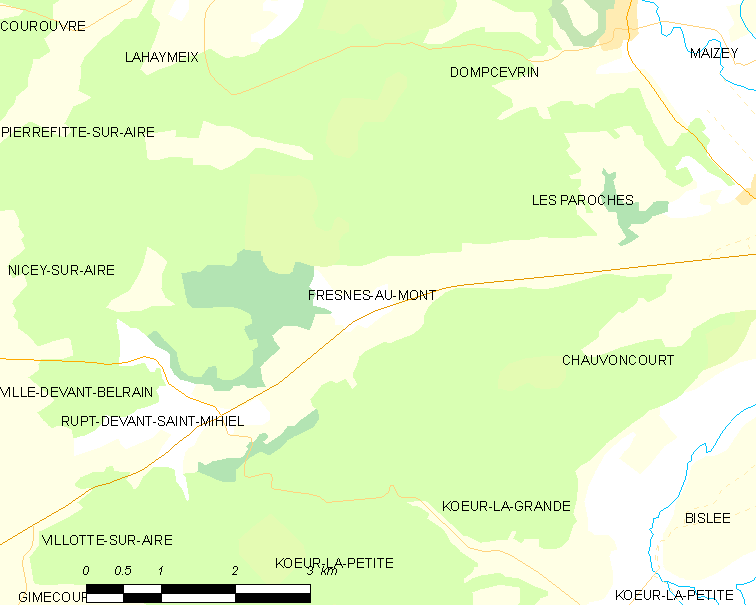
弗雷讷欧蒙的OSM定位图

弗雷讷欧蒙的时区为UTC+01:00、UTC+02:00（夏令时）。

## 行政
弗雷讷欧蒙的邮政编码为55260，INSEE市镇编码为55197。

## 政治
弗雷讷欧蒙所属的省级选区为默兹河畔迪约县。

## 人口

1962-2008年间弗雷讷欧蒙人口变化图示

弗雷讷欧蒙于2022年1月1日时的人口数量为164人。